# Phyllobrostis
Phyllobrostis är ett släkte av fjärilar som beskrevs av Otto Staudinger, 1859. Phyllobrostis ingår i familjen rullvingemalar, Lyonetiidae.

## Dottertaxa tillPhyllobrostis, i alfabetisk ordning[1]
- Phyllobrostis apathetica (Meyrick, 1921)
- Phyllobrostis argillosa Meyrick, 1911
- Phyllobrostis calcaria Meyrick, 1911
- Phyllobrostis daphneella Staudinger, 1859
- Phyllobrostis eremitella de Joannis, 1912
- Phyllobrostis fregenella Hartig, 1941
- Phyllobrostis hartmanni Staudinger, 1867
- Phyllobrostis jedmella Chrétien, 1907
- Phyllobrostis tephroleuca (Meyrick, 1913)